# Aleksiej Szewcow
Aleksiej Wiktorowicz Szewcow (ros. Алексей Викторович Шевцов; ur. 29 stycznia 1979 w Ferganie) – rosyjski zapaśnik w stylu klasycznym.
Dwukrotny olimpijczyk. Dwunaste miejsce w Sydney 2000 w wadze 54 kg i czwarte w Atenach 2004 w wadze 60 kg. Dwukrotny uczestnik Mistrzostw Świata, jedenasty w 2001. Brązowy medalista mistrzostw Europy w 2005 roku.
Pierwszy w Pucharze Świata w 2001; trzeci w 2003 i 2005. Uniwersytecki wicemistrz świata w 2000. Wicemistrz Rosji w latach 1998-2000, trzeci w 2006 roku.